# Tour de Wallonie 2016
La 43e édition du Tour de Wallonie a lieu du 23 au 27 juillet 2016. La course fait partie du calendrier UCI Europe Tour 2016 en catégorie 2.HC.

## Présentation

### Équipes
Classé en catégorie 2.HC de l'UCI Europe Tour, le Tour de Belgique est par conséquent ouvert aux WorldTeams dans la limite de 70 % des équipes participantes, aux équipes continentales professionnelles, aux équipes continentales belges, aux équipes continentales étrangères dans la limite de deux, et à une équipe nationale belge.
Dix-huit équipes participent à ce Tour de Belgique - six WorldTeams, sept équipes continentales professionnelles et cinq équipes continentales :
| UCI WorldTeams   | UCI WorldTeams | UCI WorldTeams |
| Nom de l'équipe  | Pays           | Code           |
| ---------------- | -------------- | -------------- |
| AG2R La Mondiale | France         | ALM            |
| Etixx-Quick Step | Belgique       | EQS            |
| FDJ              | France         | FDJ            |
| IAM              | Suisse         | IAM            |
| Lotto-Soudal     | Belgique       | LTS            |
| Katusha          | Russie         | KAT            |

| Équipes continentales professionnelles | Équipes continentales professionnelles | Équipes continentales professionnelles |
| Nom de l'équipe                        | Pays                                   | Code                                   |
| -------------------------------------- | -------------------------------------- | -------------------------------------- |
| Cofidis                                | France                                 | COF                                    |
| Direct Énergie                         | France                                 | DEN                                    |
| Fortuneo-Vital Concept                 | France                                 | FVC                                    |
| Gazprom-RusVelo                        | Russie                                 | GAZ                                    |
| Roompot-Oranje Peloton                 | Pays-Bas                               | ROP                                    |
| Topsport Vlaanderen-Baloise            | Belgique                               | TSV                                    |
| Wanty-Groupe Gobert                    | Belgique                               | WGG                                    |

| Équipes continentales            | Équipes continentales | Équipes continentales |
| Nom de l'équipe                  | Pays                  | Code                  |
| -------------------------------- | --------------------- | --------------------- |
| Armée de Terre                   | France                | ADT                   |
| Color Code-Arden'Beef            | Belgique              | CCA                   |
| Crelan-Vastgoedservice           | Belgique              | CRV                   |
| Veranclassic-Ago                 | Belgique              | VER                   |
| Wallonie Bruxelles-Group Protect | Belgique              | WBC                   |

### Primes
Les vingt prix sont attribués suivant le barème de l'UCI,. Le total général des prix distribués est de 30 278 €.
| Position           | 1er     | 2e      | 3e      | 4e    | 5e    | 6e    | 7e    | 8e    | 9e    | 10e à 20e |
| Classement général | 6 040 € | 3 040 € | 1 510 € | 757 € | 606 € | 455 € | 455 € | 302 € | 302 € | 152 €     |
| Par étape          | 3 615 € | 1 805 € | 905 €   | 455 € | 365 € | 269 € | 269 € | 180 € | 180 € | 92 €      |
| Par demi-étape     | 2 425 € | 1 235 € | 605 €   | 302 € | 241 € | 186 € | 186 € | 122 € | 122 € | 60 €      |

## Étapes
| Étape     | Date      | Villes étapes                     | type            | Distance (km) | Vainqueur d'étape | Leader du classement général |
| --------- | --------- | --------------------------------- | --------------- | ------------- | ----------------- | ---------------------------- |
| 1re étape | 23 juill. | Charleroi – Mettet                | étape de plaine | 178,3         | Tom Boonen        | Tom Boonen                   |
| 2e étape  | 24 juill. | Villers-Saint-Ghislain – Le Rœulx | étape de plaine | 183,7         | Boris Vallée      | Tom Boonen                   |
| 3e étape  | 25 juill. | Braine-l'Alleud – Vielsalm        | étape vallonnée | 200,6         | Dimitri Claeys    | Gianni Meersman              |
| 4e étape  | 26 juill. | Aubel – Herstal                   | étape vallonnée | 180           | Matteo Trentin    | Gianni Meersman              |
| 5e étape  | 27 juill. | Engis – Dison                     | étape vallonnée | 189,3         | Dries Devenyns    | Dries Devenyns               |

## Déroulement de la course

### 1reétape
| \| Classement de l'étape \| Classement de l'étape \| Classement de l'étape \| Classement de l'étape \| Classement de l'étape \| \| Coureur \| Coureur \| Pays \| Équipe \| Temps \| \| --------------------- \| --------------------- \| --------------------- \| -------------------------------- \| --------------------- \| \| 1er \| Tom Boonen \| Belgique \| Etixx-Quick Step \| 4 h 12 min 32 s \| \| 2e \| Jonas Van Genechten \| Belgique \| IAM Cycling \| + 0 s \| \| 3e \| Arnaud Démare \| France \| FDJ \| + 0 s \| \| 4e \| Matteo Trentin \| Italie \| Etixx-Quick Step \| + 0 s \| \| 5e \| Baptiste Planckaert \| Belgique \| Wallonie Bruxelles-Group Protect \| + 0 s \| |                     |          |                                  |                 |
| |                     |          |                                  |                 |
| Source : ProCyclingStats |                     |          |                                  |                 |
| Classement de l'étape |                     |          |                                  |                 |
| Coureur | Coureur             | Pays     | Équipe                           | Temps           |
| 1er | Tom Boonen          | Belgique | Etixx-Quick Step                 | 4 h 12 min 32 s |
| 2e | Jonas Van Genechten | Belgique | IAM Cycling                      | + 0 s           |
| 3e | Arnaud Démare       | France   | FDJ                              | + 0 s           |
| 4e | Matteo Trentin      | Italie   | Etixx-Quick Step                 | + 0 s           |
| 5e | Baptiste Planckaert | Belgique | Wallonie Bruxelles-Group Protect | + 0 s           |

| \| Classement général \| Classement général \| Classement général \| Classement général \| Classement général \| \| Coureur \| Coureur \| Pays \| Équipe \| Temps \| \| ------------------ \| ---------------------- \| ------------------ \| ------------------ \| ------------------ \| \| 1er \| Tom Boonen \| Belgique \| Etixx-Quick Step \| 4 h 12 min 22 s \| \| 2e \| Jonas Van Genechten \| Belgique \| IAM Cycling \| + 4 s \| \| 3e \| Viatcheslav Kouznetsov \| Russie \| Katusha \| + 4 s \| \| 4e \| Arnaud Démare \| France \| FDJ \| + 6 s \| \| 5e \| Guillaume Bonnafond \| France \| AG2R La Mondiale \| + 6 s \| |                        |          |                  |                 |
| |                        |          |                  |                 |
| Source : ProCyclingStats |                        |          |                  |                 |
| Classement général |                        |          |                  |                 |
| Coureur | Coureur                | Pays     | Équipe           | Temps           |
| 1er | Tom Boonen             | Belgique | Etixx-Quick Step | 4 h 12 min 22 s |
| 2e | Jonas Van Genechten    | Belgique | IAM Cycling      | + 4 s           |
| 3e | Viatcheslav Kouznetsov | Russie   | Katusha          | + 4 s           |
| 4e | Arnaud Démare          | France   | FDJ              | + 6 s           |
| 5e | Guillaume Bonnafond    | France   | AG2R La Mondiale | + 6 s           |

### 2eétape
| \| Classement de l'étape \| Classement de l'étape \| Classement de l'étape \| Classement de l'étape \| Classement de l'étape \| \| Coureur \| Coureur \| Pays \| Équipe \| Temps \| \| --------------------- \| --------------------- \| --------------------- \| ---------------------- \| --------------------- \| \| 1er \| Boris Vallée \| Belgique \| Fortuneo-Vital Concept \| 4 h 18 min 50 s \| \| 2e \| Tom Boonen \| Belgique \| Etixx-Quick Step \| + 0 s \| \| 3e \| Roman Maikin \| Russie \| Gazprom-RusVelo \| + 0 s \| \| 4e \| Matteo Trentin \| Italie \| Etixx-Quick Step \| + 0 s \| \| 5e \| Jonas Van Genechten \| Belgique \| IAM Cycling \| + 0 s \| |                     |          |                        |                 |
| |                     |          |                        |                 |
| Source : ProCyclingStats |                     |          |                        |                 |
| Classement de l'étape |                     |          |                        |                 |
| Coureur | Coureur             | Pays     | Équipe                 | Temps           |
| 1er | Boris Vallée        | Belgique | Fortuneo-Vital Concept | 4 h 18 min 50 s |
| 2e | Tom Boonen          | Belgique | Etixx-Quick Step       | + 0 s           |
| 3e | Roman Maikin        | Russie   | Gazprom-RusVelo        | + 0 s           |
| 4e | Matteo Trentin      | Italie   | Etixx-Quick Step       | + 0 s           |
| 5e | Jonas Van Genechten | Belgique | IAM Cycling            | + 0 s           |

| \| Classement général \| Classement général \| Classement général \| Classement général \| Classement général \| \| Coureur \| Coureur \| Pays \| Équipe \| Temps \| \| ------------------ \| ---------------------- \| ------------------ \| -------------------------------- \| ------------------ \| \| 1er \| Tom Boonen \| Belgique \| Etixx-Quick Step \| 8 h 34 min 06 s \| \| 2e \| Boris Vallée \| Belgique \| Fortuneo-Vital Concept \| + 6 s \| \| 3e \| Viatcheslav Kouznetsov \| Russie \| Katusha \| + 9 s \| \| 4e \| Jonas Van Genechten \| Belgique \| IAM Cycling \| + 10 s \| \| 5e \| Antoine Warnier \| Belgique \| Wallonie Bruxelles-Group Protect \| + 11 s \| |                        |          |                                  |                 |
| |                        |          |                                  |                 |
| Source : ProCyclingStats |                        |          |                                  |                 |
| Classement général |                        |          |                                  |                 |
| Coureur | Coureur                | Pays     | Équipe                           | Temps           |
| 1er | Tom Boonen             | Belgique | Etixx-Quick Step                 | 8 h 34 min 06 s |
| 2e | Boris Vallée           | Belgique | Fortuneo-Vital Concept           | + 6 s           |
| 3e | Viatcheslav Kouznetsov | Russie   | Katusha                          | + 9 s           |
| 4e | Jonas Van Genechten    | Belgique | IAM Cycling                      | + 10 s          |
| 5e | Antoine Warnier        | Belgique | Wallonie Bruxelles-Group Protect | + 11 s          |

### 3eétape
| \| Classement de l'étape \| Classement de l'étape \| Classement de l'étape \| Classement de l'étape \| Classement de l'étape \| \| Coureur \| Coureur \| Pays \| Équipe \| Temps \| \| --------------------- \| --------------------- \| --------------------- \| ---------------------- \| --------------------- \| \| 1er \| Dimitri Claeys \| Belgique \| Wanty-Groupe Gobert \| 4 h 36 min 35 s \| \| 2e \| Gianni Meersman \| Belgique \| Etixx-Quick Step \| + 0 s \| \| 3e \| Jonathan Hivert \| France \| Fortuneo-Vital Concept \| + 0 s \| \| 4e \| Arnaud Démare \| France \| FDJ \| + 0 s \| \| 5e \| Jérôme Baugnies \| Belgique \| Wanty-Groupe Gobert \| + 0 s \| |                 |          |                        |                 |
| |                 |          |                        |                 |
| Source : ProCyclingStats |                 |          |                        |                 |
| Classement de l'étape |                 |          |                        |                 |
| Coureur | Coureur         | Pays     | Équipe                 | Temps           |
| 1er | Dimitri Claeys  | Belgique | Wanty-Groupe Gobert    | 4 h 36 min 35 s |
| 2e | Gianni Meersman | Belgique | Etixx-Quick Step       | + 0 s           |
| 3e | Jonathan Hivert | France   | Fortuneo-Vital Concept | + 0 s           |
| 4e | Arnaud Démare   | France   | FDJ                    | + 0 s           |
| 5e | Jérôme Baugnies | Belgique | Wanty-Groupe Gobert    | + 0 s           |

| \| Classement général \| Classement général \| Classement général \| Classement général \| Classement général \| \| Coureur \| Coureur \| Pays \| Équipe \| Temps \| \| ------------------ \| ---------------------- \| ------------------ \| -------------------------------- \| ------------------ \| \| 1er \| Gianni Meersman \| Belgique \| Etixx-Quick Step \| 13 h 10 min 47 s \| \| 2e \| Dimitri Claeys \| Belgique \| Wanty-Groupe Gobert \| + 0 s \| \| 3e \| Viatcheslav Kouznetsov \| Russie \| Katusha \| + 3 s \| \| 4e \| Antoine Warnier \| Belgique \| Wallonie Bruxelles-Group Protect \| + 5 s \| \| 5e \| Guillaume Bonnafond \| France \| AG2R La Mondiale \| + 6 s \| |                        |          |                                  |                  |
| |                        |          |                                  |                  |
| Source : ProCyclingStats |                        |          |                                  |                  |
| Classement général |                        |          |                                  |                  |
| Coureur | Coureur                | Pays     | Équipe                           | Temps            |
| 1er | Gianni Meersman        | Belgique | Etixx-Quick Step                 | 13 h 10 min 47 s |
| 2e | Dimitri Claeys         | Belgique | Wanty-Groupe Gobert              | + 0 s            |
| 3e | Viatcheslav Kouznetsov | Russie   | Katusha                          | + 3 s            |
| 4e | Antoine Warnier        | Belgique | Wallonie Bruxelles-Group Protect | + 5 s            |
| 5e | Guillaume Bonnafond    | France   | AG2R La Mondiale                 | + 6 s            |

### 4eétape
| \| Classement de l'étape \| Classement de l'étape \| Classement de l'étape \| Classement de l'étape \| Classement de l'étape \| \| Coureur \| Coureur \| Pays \| Équipe \| Temps \| \| --------------------- \| --------------------- \| --------------------- \| --------------------------- \| --------------------- \| \| 1er \| Matteo Trentin \| Italie \| Etixx-Quick Step \| 4 h 19 min 08 s \| \| 2e \| Gediminas Bagdonas \| Lituanie \| AG2R La Mondiale \| + 0 s \| \| 3e \| Gianni Meersman \| Belgique \| Etixx-Quick Step \| + 0 s \| \| 4e \| Pieter Vanspeybrouck \| Belgique \| Topsport Vlaanderen-Baloise \| + 0 s \| \| 5e \| Kris Boeckmans \| Belgique \| Lotto-Soudal \| + 0 s \| |                      |          |                             |                 |
| |                      |          |                             |                 |
| Source : ProCyclingStats |                      |          |                             |                 |
| Classement de l'étape |                      |          |                             |                 |
| Coureur | Coureur              | Pays     | Équipe                      | Temps           |
| 1er | Matteo Trentin       | Italie   | Etixx-Quick Step            | 4 h 19 min 08 s |
| 2e | Gediminas Bagdonas   | Lituanie | AG2R La Mondiale            | + 0 s           |
| 3e | Gianni Meersman      | Belgique | Etixx-Quick Step            | + 0 s           |
| 4e | Pieter Vanspeybrouck | Belgique | Topsport Vlaanderen-Baloise | + 0 s           |
| 5e | Kris Boeckmans       | Belgique | Lotto-Soudal                | + 0 s           |

| \| Classement général \| Classement général \| Classement général \| Classement général \| Classement général \| \| Coureur \| Coureur \| Pays \| Équipe \| Temps \| \| ------------------ \| ---------------------- \| ------------------ \| -------------------------------- \| ------------------ \| \| 1er \| Gianni Meersman \| Belgique \| Etixx-Quick Step \| 17 h 28 min 49 s \| \| 2e \| Dimitri Claeys \| Belgique \| Wanty-Groupe Gobert \| + 6 s \| \| 3e \| Viatcheslav Kouznetsov \| Russie \| Katusha \| + 9 s \| \| 4e \| Antoine Warnier \| Belgique \| Wallonie Bruxelles-Group Protect \| + 11 s \| \| 5e \| Laurent Pichon \| France \| FDJ \| + 11 s \| |                        |          |                                  |                  |
| |                        |          |                                  |                  |
| Source : ProCyclingStats |                        |          |                                  |                  |
| Classement général |                        |          |                                  |                  |
| Coureur | Coureur                | Pays     | Équipe                           | Temps            |
| 1er | Gianni Meersman        | Belgique | Etixx-Quick Step                 | 17 h 28 min 49 s |
| 2e | Dimitri Claeys         | Belgique | Wanty-Groupe Gobert              | + 6 s            |
| 3e | Viatcheslav Kouznetsov | Russie   | Katusha                          | + 9 s            |
| 4e | Antoine Warnier        | Belgique | Wallonie Bruxelles-Group Protect | + 11 s           |
| 5e | Laurent Pichon         | France   | FDJ                              | + 11 s           |

### 5eétape
| \| Classement de l'étape \| Classement de l'étape \| Classement de l'étape \| Classement de l'étape \| Classement de l'étape \| \| Coureur \| Coureur \| Pays \| Équipe \| Temps \| \| --------------------- \| ---------------------- \| --------------------- \| --------------------------- \| --------------------- \| \| 1er \| Dries Devenyns \| Belgique \| IAM Cycling \| 4 h 33 min 56 s \| \| 2e \| Jelle Vanendert \| Belgique \| Lotto-Soudal \| + 0 s \| \| 3e \| Evgeny Shalunov \| Russie \| Gazprom-RusVelo \| + 0 s \| \| 4e \| Viatcheslav Kouznetsov \| Russie \| Katusha \| + 0 s \| \| 5e \| Floris De Tier \| Belgique \| Topsport Vlaanderen-Baloise \| + 0 s \| |                        |          |                             |                 |
| |                        |          |                             |                 |
| Source : ProCyclingStats |                        |          |                             |                 |
| Classement de l'étape |                        |          |                             |                 |
| Coureur | Coureur                | Pays     | Équipe                      | Temps           |
| 1er | Dries Devenyns         | Belgique | IAM Cycling                 | 4 h 33 min 56 s |
| 2e | Jelle Vanendert        | Belgique | Lotto-Soudal                | + 0 s           |
| 3e | Evgeny Shalunov        | Russie   | Gazprom-RusVelo             | + 0 s           |
| 4e | Viatcheslav Kouznetsov | Russie   | Katusha                     | + 0 s           |
| 5e | Floris De Tier         | Belgique | Topsport Vlaanderen-Baloise | + 0 s           |

## Classements finals

### Classement général final
| \| Classement général \| Classement général \| Classement général \| Classement général \| Classement général \| \| Coureur \| Coureur \| Pays \| Équipe \| Temps \| \| ------------------ \| ---------------------- \| ------------------ \| --------------------------- \| ------------------ \| \| 1er \| Dries Devenyns \| Belgique \| IAM Cycling \| 22 h 02 min 48 s \| \| 2e \| Gianni Meersman \| Belgique \| Etixx-Quick Step \| + 5 s \| \| 3e \| Viatcheslav Kouznetsov \| Russie \| Katusha \| + 6 s \| \| 4e \| Jelle Vanendert \| Belgique \| Lotto-Soudal \| + 7 s \| \| 5e \| Evgeny Shalunov \| Russie \| Gazprom-RusVelo \| + 9 s \| \| 6e \| Floris De Tier \| Belgique \| Topsport Vlaanderen-Baloise \| + 13 s \| \| 7e \| Xandro Meurisse \| Belgique \| Crelan-Vastgoedservice \| + 15 s \| \| 8e \| Florian Sénéchal \| France \| Cofidis, Solutions Crédits \| + 15 s \| \| 9e \| Laurent Pichon \| France \| FDJ \| + 16 s \| \| 10e \| Jonathan Hivert \| France \| Fortuneo-Vital Concept \| + 17 s \| |                        |          |                             |                  |
| |                        |          |                             |                  |
| Source : ProCyclingStats |                        |          |                             |                  |
| Classement général |                        |          |                             |                  |
| Coureur | Coureur                | Pays     | Équipe                      | Temps            |
| 1er | Dries Devenyns         | Belgique | IAM Cycling                 | 22 h 02 min 48 s |
| 2e | Gianni Meersman        | Belgique | Etixx-Quick Step            | + 5 s            |
| 3e | Viatcheslav Kouznetsov | Russie   | Katusha                     | + 6 s            |
| 4e | Jelle Vanendert        | Belgique | Lotto-Soudal                | + 7 s            |
| 5e | Evgeny Shalunov        | Russie   | Gazprom-RusVelo             | + 9 s            |
| 6e | Floris De Tier         | Belgique | Topsport Vlaanderen-Baloise | + 13 s           |
| 7e | Xandro Meurisse        | Belgique | Crelan-Vastgoedservice      | + 15 s           |
| 8e | Florian Sénéchal       | France   | Cofidis, Solutions Crédits  | + 15 s           |
| 9e | Laurent Pichon         | France   | FDJ                         | + 16 s           |
| 10e | Jonathan Hivert        | France   | Fortuneo-Vital Concept      | + 17 s           |

### Classements annexes
| Classement par points | Classement par points | Classement par points | Classement par points  | Classement par points |
| --------------------- | --------------------- | --------------------- | ---------------------- | --------------------- |
|                       | Coureur               | Pays                  | Équipe                 | Point(s)              |
| 1er                   | Matteo Trentin        | Italie                | Etixx-Quick Step       | 45 points             |
| 2e                    | Gianni Meersman       | Belgique              | Etixx-Quick Step       | 35 pts                |
| 3e                    | Boris Vallée          | Belgique              | Fortuneo-Vital Concept | 29 pts                |
| modifier              |                       |                       |                        |                       |

| Classement de la montagne | Classement de la montagne | Classement de la montagne | Classement de la montagne        | Classement de la montagne |
| ------------------------- | ------------------------- | ------------------------- | -------------------------------- | ------------------------- |
|                           | Coureur                   | Pays                      | Équipe                           | Point(s)                  |
| 1er                       | Baptiste Planckaert       | Belgique                  | Wallonie Bruxelles-Group Protect | 94 points                 |
| 2e                        | Nils Politt               | Allemagne                 | Katusha                          | 41 pts                    |
| 3e                        | Dimitri Peyskens          | Belgique                  | Veranclassic-Ago                 | 38 pts                    |
| modifier                  |                           |                           |                                  |                           |

| Classement des sprints | Classement des sprints | Classement des sprints | Classement des sprints | Classement des sprints |
| ---------------------- | ---------------------- | ---------------------- | ---------------------- | ---------------------- |
|                        | Coureur                | Pays                   | Équipe                 | Point(s)               |
| 1er                    | Viatcheslav Kouznetsov | Russie                 | Katusha                | 11 points              |
| 2e                     | Nils Politt            | Russie                 | Katusha                | 11 pts                 |
| 3e                     | Vladimir Isaychev      | Russie                 | Katusha                | 10 pts                 |
| modifier               |                        |                        |                        |                        |

| Classement du meilleur jeune | Classement du meilleur jeune | Classement du meilleur jeune | Classement du meilleur jeune | Classement du meilleur jeune |
|                              | Coureur                      | Pays                         | Équipe                       | Temps                        |
| ---------------------------- | ---------------------------- | ---------------------------- | ---------------------------- | ---------------------------- |
| 1er                          | Florian Sénéchal             | France                       | Cofidis                      | en 22 h 3 min 3 s            |
| 2e                           | Lilian Calmejane             | France                       | Direct Énergie               | + 6 s                        |
| 3e                           | Franck Bonnamour             | France                       | Fortuneo-Vital Concept       | + 11 s                       |
| modifier                     |                              |                              |                              |                              |

| \| Classement par équipes \| Classement par équipes \| Classement par équipes \| Classement par équipes \| \| \| Équipe \| Pays \| Temps \| \| ---------------------- \| --------------------------- \| ---------------------- \| ---------------------- \| \| 1re \| Topsport Vlaanderen-Baloise \| Belgique \| en 66 h 9 min 24 s \| \| 2e \| Katusha \| Russie \| + 1 s \| \| 3e \| Wanty-Groupe Gobert \| Belgique \| + 9 s \| \| modifier \| \| \| \| |                             |          |                    |
| Classement par équipes |                             |          |                    |
| | Équipe                      | Pays     | Temps              |
| 1re | Topsport Vlaanderen-Baloise | Belgique | en 66 h 9 min 24 s |
| 2e | Katusha                     | Russie   | + 1 s              |
| 3e | Wanty-Groupe Gobert         | Belgique | + 9 s              |
| modifier |                             |          |                    |

### UCI Europe Tour
Ce Tour de Wallonie attribue des points pour l'UCI Europe Tour 2016, par équipes seulement aux coureurs des équipes continentales professionnelles et continentales, individuellement à tous les coureurs sauf ceux faisant partie d'une équipe ayant un label WorldTeam.
| Position           | 1er | 2e  | 3e  | 4e  | 5e | 6e | 7e | 8e | 9e | 10e | 11e | 12e | 13e | 14e | 15e | 16e à 30e | 31e à 40e |
| Classement général | 200 | 150 | 125 | 100 | 85 | 70 | 60 | 50 | 40 | 35  | 30  | 25  | 20  | 15  | 10  | 5         | 3         |
| Par étape          | 20  | 10  | 5   |     |    |    |    |    |    |     |     |     |     |     |     |           |           |
| Leader, par étape  | 5   |     |     |     |    |    |    |    |    |     |     |     |     |     |     |           |           |

| Cycliste | Équipe | Général | Étape | Leader | Total |
| -------- | ------ | ------- | ----- | ------ | ----- |

## Évolution des classements
| Étape              | Vainqueur          | Classement général | Classement par points | Classement de la montagne | Classement des sprints | Classement du meilleur jeune | Classement de la combativité | Classement par équipes      |
| ------------------ | ------------------ | ------------------ | --------------------- | ------------------------- | ---------------------- | ---------------------------- | ---------------------------- | --------------------------- |
| 1                  | Tom Boonen         | Tom Boonen         | Tom Boonen            | Thomas Deruette           | Viatcheslav Kouznetsov | Loïc Chetout                 | Guillaume Bonnafond          | Etixx-Quick Step            |
| 2                  | Boris Vallée       | Tom Boonen         | Tom Boonen            | Antoine Warnier           | Viatcheslav Kouznetsov | Boris Vallée                 | Ludovic Robeet               | Etixx-Quick Step            |
| 3                  | Dimitri Claeys     | Gianni Meersman    | Tom Boonen            | Thomas Deruette           | Viatcheslav Kouznetsov | Antoine Warnier              | Vladimir Isaychev            | IAM                         |
| 4                  | Matteo Trentin     | Gianni Meersman    | Matteo Trentin        | Baptiste Planckaert       | Viatcheslav Kouznetsov | Antoine Warnier              |                              | Wanty-Groupe Gobert         |
| 5                  | Dries Devenyns     | Dries Devenyns     | Matteo Trentin        | Baptiste Planckaert       | Viatcheslav Kouznetsov | Florian Sénéchal             | Baptiste Planckaert          | Topsport Vlaanderen-Baloise |
| Classements finals | Classements finals | Dries Devenyns     | Matteo Trentin        | Baptiste Planckaert       | Viatcheslav Kouznetsov | Florian Sénéchal             | Non décerné                  | Topsport Vlaanderen-Baloise |